# Azanidazole
Azanidazole là một dẫn xuất nitroimidazole được sử dụng trong phụ khoa để điều trị nhiễm trùng trichomonas.